# Лямбда-барионы
Ля́мбда-барио́ны (Λ-барионы, Λ-частицы) — группа элементарных частиц, представляющих собой барионы с изотопическим спином 0, содержащие ровно два кварка первого поколения (u- и d-кварк). В состав Λ-барионов входит ровно один кварк второго или третьего поколения (s-, с-, b- или t-кварк), ниже называемый тяжёлым кварком. Если тяжёлый кварк является s-кварком (кварковый состав uds), барион называется лямбда-гипероном и обозначается Λ (без нижнего индекса); в остальных случаях в обозначении используется нижний индекс: Λc (кварковый состав udc), Λb (udb), Λt (udt). В основном состоянии лямбда-барионы имеют спин 1/2, но в возбуждённом состоянии их спин может быть больше. Электрический заряд Λ-гиперона и Λb-бариона равен нулю, у Λc- и Λt-барионов заряд +1. Несмотря на то, что Λ0 и  Λ0
b электрически нейтральны, они не являются истинно нейтральными частицами, у них есть античастицы: анти-лямбда-гиперон  и анти-лямбда-b-барион , состоящие из антикварков и имеющие противоположные соответствующим частицам внутренние чётности, ароматы и дипольные магнитные моменты. 
Λt-барионы никогда не наблюдались и, вероятно, не могут возникать, поскольку время жизни t-кварка составляет лишь 5⋅10−25 с, что примерно в 20 раз меньше временно́й шкалы сильного взаимодействия; адронизация и образование бариона, содержащего t-кварк, не успевает произойти за время жизни последнего.

## Лямбда-гиперон
Λ-гиперон имеет странность −1 и состоит из верхнего, нижнего и странного кварка.
Лямбда-гиперон открыт в 1951 году, анти-лямбда-гиперон — в 1954 году.
Буква «Λ» была выбрана для обозначения гиперона потому, что сначала считалось, что существует единая V-частица («V» — по характерной «вилке» при распаде частицы в камере Вильсона или пузырьковой камере), но потом оказалось, что таких частиц несколько, и гиперон обозначили буквой «Λ», перевернув букву.

## Характеристики лямбда-барионов
| Частица | Кварковый состав | Масса (МэВ/c2)   | I | J P   | Q (e) | S  | C  | B' | T  | Время жизни, с             | Главные моды распада                          | Магнитный дипольный момент (μN) | Электрический дипольный момент (e·см) |
| ------- | ---------------- | ---------------- | - | ----- | ----- | -- | -- | -- | -- | -------------------------- | --------------------------------------------- | ------------------------------- | ------------------------------------- |
| Λ0      | uds              | 1115,683 ± 0,006 | 0 | 1⁄2+  | 0     | −1 | 0  | 0  | 0  | (2,632 ± 0,020)⋅10−10      | p+ + π− (64,1 ± 0,5 %) n0 + π0 (35,9 ± 0,5 %) | −0,613 ± 0,004                  | <1,5⋅10−16                            |
| Λ+ c    | udc              | 2286,46 ± 0,14   | 0 | 1⁄2 + | +1    | 0  | +1 | 0  | 0  | (2,00 ± 0,06)⋅10−13        | См. Λ+ c decay modes                          |                                 |                                       |
| Λ0 b    | udb              | 5620,2 ± 1,6     | 0 | 1⁄2 + | 0     | 0  | 0  | −1 | 0  | (1,409+0,055 −0,054)⋅10−12 | См. Λ0 b decay modes                          |                                 |                                       |
| Λ+ t†   | udt              | —                | 0 | 1⁄2 + | +1    | 0  | 0  | 0  | +1 | —                          | —                                             |                                 |                                       |

† ↑  Частица не наблюдается, так как t-кварк распадается до адронизации.